# Serrat de la Teia
El Serrat de la Teia és una serra situada al municipi de Cabrera d'Anoia (Anoia), amb una elevació màxima de 288 metres.